# Polyura niger
Polyura niger är en fjärilsart som beskrevs av Percy I. Lathy 1925 . Polyura niger ingår i släktet Polyura och familjen praktfjärilar. Inga underarter finns listade i Catalogue of Life.